# Лекс
„Лекс“ (LEXX) е научнофантастичен телевизионен сериал.
Проследява приключенията на група неподхождащи си герои на борда на „Лекс“ – „най-могъщата разрушителна сила в двете вселени“, на която е наименуван сериалът. „Лекс“ е органичен космически кораб, който наподобява водно конче. Той може да разрушава планети и да се храни с остатъците им.
Сериалът е канадско-германска копродукция, с допълнително финансиране от британския телевизионен канал 5. Състои се от четири части („сезона“). Първият епизод е излъчен за първи път през 1997, а последният – през 2002 година.

## Герои

### Екипажът
Екипажът на кораба Лекс е мотивиран основно от страх, похот и глад – фактори които доминират сюжета и правят сериала известен със сексуалните си теми и често странни истории. Всеки епизод в по-ранните сезони показва екипажа при тяхното пътешествие през хаотични, враждебни вселени без никаква легитимна власт докато разкрива взаимоотношенията на героите и техните индивидуални истории.
Екипажът на Лекс включва:
- Стенли Туидъл (Brian Downey) – Пазач 4-ти клас, агент на провалено въстание и по случайност капитан на Лекс.
- Зев (Eva Habermann / Xenia Seeberg) от планетата B3K, половин „зверогущер“ (гущер от Грозда), половин избягала любовна робиня. Актрисата е сменена в началото на сезон 2.
- 790 (Jeffrey Hirschfield – глас) – глава на робот, която получава любовната програма предвидена за Зев и се влюбва първо в нея, а в по-късни епизоди – в Кай.
- Кай (Michael McManus) – последният от цивилизацията Брунън-Джи. Лишен от емоции немъртъв убиец.
- Лекс (Tom Gallant) – самият кораб, с който Стенли често взаимодейства.
- Лайка (Louise Wischermann) – човекоядно растение-жена живеещо на борда на Лекс в сезон 2.

### Злодеи
- Неговата Божествена Сянка – владетел на Божествения орден, религия създадена от Насекомоидната цивилизация, за да контролира човешкото население на Светлата вселена и накрая да го доведе до самоунищожение.
- Гигасянката – последният жив представител на Насекомоидната цивилизация (сезон 1)
- Мантред (Dieter Laser) – главен Биовезир с огромна армия от летящи едноръки устройства които управлява (сезон 2)
- Изембард Принц (Nigel Bennett) – владетел на планетата Огън (сезони 3 и 4)
- Джигарота (Ellen Dubin) – канибалка (сезон 1), която дори и след смъртта си създава проблеми на екипажа като реалистичен кошмар на Стенли (сезон 2), Кралицата на Девоград (сезон 3) и Папата на Земята (сезон 4)
- Прийст (Rolf Kanies) – почти верният слуга на Принц, който заема президентския стол в Белия Дом на Земята (сезони 3 и 4)
- Влад (Minna Aaltonen) – Божествен Палач, или секси вампирка – тя е единственото същество, което може да унищожи Кай (сезон 4)

## Светлата и Тъмната вселена
В сериала има две Вселени (те са нещо като отделни измерения) – Светла и Тъмна. Действието в два от филмите от първия сезон и целите сезони 3 и 4 се развива в Тъмната зона, докато действието на два от филмите от сезон 1 и почти целия сезон 2 се развива в Светлата вселена.
Светлата вселена първоначално е доминирана от Неговата божествена сянка и Лигата на 20-те хиляди планети, докато Тъмната зона, където Неговата божествена сянка не може да отиде, често е описвана като „вселена на зло, хаос и поквара“. Земята („планета от тип 13, която е предвидено да се самоунищожи след като учените ѝ открият елементарната частица Хигз бозон“) се намира в центъра на Тъмната зона, заедно с Огън и Вода, планети които наподобяват Ада и Рая и са в същата орбита като Земята, но от другата страна на Слънцето. Брунън-Джи, расата на Кай, първоначално живеят в Тъмната зона на планетата Брунис, докато тяхното слънце вече не може да поддържа живот, след което се преместват на Брунис-2 в Светлата вселена.
Светлата вселена е унищожена от Мантред в края на сезон 2, тъй като той струпва твърде много маса в една точка и така предизвиква Голямо свиване (обратното на Голям взрив).

## Сезони
Сериалът се състои от четири части („сезони“) с общо 61 епизода. Първата част, дебютирала в Канада на 18 април 1997, съдържа четири двучасови телевизионни филма (понякога излъчвани като 8 едночасови епизода), с алтернативно заглавие „Разкази от паралелна вселена“.
Вторият сезон се състои от двадесет 48-минутни епизода, с общ сюжет въртящ се около зъл учен наречен Мантред, който се опитва да убие всички като превръща цялата маса на вселената в летящи едноръки устройства, които той контролира.
Третият сезон се състои от 13 епизода, в които Лекс е задържан в орбита около воюващите планети Огън и Вода, а екипажът се запознава със загадъчно и весело зло същество наречено Принц, което може да е Дявола. Двете планети се въртят една около друга на много малко разстояние и делят тунел с атмосфера помежду си, позволяващ пътуването между тях. Жителите на Огън използват това, за да нападат Вода без видима причина. Огън е филмирана сред дюните на Намибия и готическата архитектура на Берлин. Принц, владетелят на Огън, може да се превъплъщава в каквото си пожелае. Вода изглежда няма общ владетел и е населявана от малки групи хедонисти, живеещи на плаващи острови.
В четвъртия и последен сезон, състоящ се от 24 епизода, Лекс пристига на Земята в много близкото бъдеще, където героите откриват, че Принц (сега наречен Изембард Принц и началник на Бюрото за алкохол, тютюн и огнестрелни оръжия – ATF) и някои други стари врагове също са пристигнали там след унищожението на Огън и Вода. Положителните и отрицателните герои успяват да разрушат големи части от Земята, включително Отава (Канада), Холандия, Амазония и Орландо (Флорида, САЩ), преди кулминационния финален епизод излъчен на 26 април 2002 г., когато Лекс взривява цялата планета.
Четирите сезона са издадени и на DVD.
В България сериалът се излъчва по AXN Sci-Fi.